# Parafia św. Stanisława Biskupa i Męczennika w Bytomiu
Parafia św. Stanisława biskupa i męczennika w Bytomiu należy do archidiecezji katowickiej i dekanatu piekarskiego. Została erygowana 14 września 1986 roku jako parafia tymczasowa, a 4 stycznia 1987 roku jako parafia pełnoprawna. Kościół został poświęcony przez abpa Damiana Zimonia w kwietniu 2007 roku. Budowę kościoła prowadził ks. Dominik Szaforz.